# Rudolf Ostrihansky

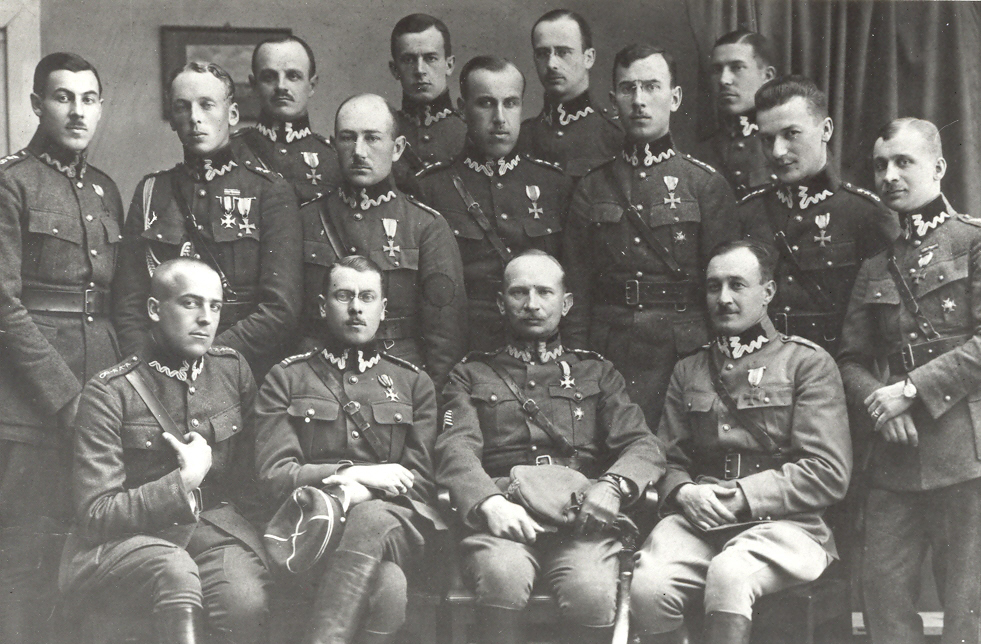
Oficerowie 8 pułku artylerii polowej - pierwszy z lewej siedzi kpt. Rudolf Ostrihansky, a drugi z prawej płk Juliusz Rómmel.

Rudolf Ostrihansky (ur. 25 lipca 1895 w Kopkach, zm. 5 października 1963 we Wrocławiu) – pułkownik artylerii Wojska Polskiego.

## Życiorys
Był synem Ludwika, absolwenta Hochschule für Bodenkultur w Wiedniu, i Aranki z domu Denéf. Uczęszczał do gimnazjum w Jarosławiu, Gorlicach i Gimnazjum oo. Jezuitów w Chyrowie. W 1914 roku w Wiedniu złożył maturę.
Od listopada 1914 r. służył w cesarskiej i królewskiej Armii, jako jednoroczny ochotnik (ze stopniem fähnricha). W 1915 roku ukończył szkołę podchorążych artylerii w Sopron. Następnie walczył na Bałkanach i we Włoszech, wziął udział w bitwach nad Isonzo. Jego oddziałem macierzystym był Pułk Armat Polowych Nr 28 (w 1916 przemianowany na Pułk Haubic Polowych Nr 2, a w 1918 na Pułk Artylerii Polowej Nr 102). Na stopień podporucznika został mianowany ze starszeństwem z 1 sierpnia 1916 w korpusie oficerów rezerwy artylerii polowej i górskiej. Zakończył służbę w stopniu Oberleutnantporucznika.
Od 16 listopada 1918 roku pełnił służbę w Wojsku Polskim. Uczestnik walk w obronie Lwowa i wojny z bolszewikami. Do końca tej wojny zajmował stanowisko dowódcy baterii w 11 pułku artylerii polowej, a w roku 1921 został pełniącym obowiązki dowódcy dywizjonu. W I kwartale 1921 roku por. art. Rudolf Ostrihansky został przeniesiony z 11 pap-u do 8 pułku artylerii polowej. W dniu 12 lutego 1921 roku mianowano go na stopień kapitana. Na dzień 1 czerwca 1921 r. pełnił służbę w 8 pułku artylerii polowej. Dekretem Naczelnika Państwa i Wodza Naczelnego z dnia 3 maja 1922 r. (L. 19400/O.V.) został zweryfikowany w randze kapitana ze starszeństwem z dniem 1 czerwca 1919 r. i 229 lokatą w korpusie oficerów artylerii (służył wówczas w 28 pułku artylerii polowej). W roku 1922 ponownie dowodził baterią i szkolił się na kursie w Grudziądzu. Na kursach doszkalających przebywał również w roku 1923 i 1924 (kurs dowódców dywizjonów i baterii). W roku 1923 zajmował 217 lokatę wśród kapitanów artylerii w swoim starszeństwie i nadal pełnił służbę w 28 pap. W roku 1924 jako nadetatowy oficer 28 pułku artylerii polowej pełnił służbę w Oficerskiej Szkole Artylerii, zajmując w tym czasie 71 lokatę w swoim starszeństwie. W listopadzie 1925 został przeniesiony do kadry oficerów artylerii z pozostawieniem na zajmowanym stanowisku w Oficerskiej Szkole Artylerii. W latach 1925–1926 nadal zajmował stanowisko wykładowcy w Oficerskiej Szkole Artylerii. Według sporządzonej wówczas opinii Rudolf Ostrihansky był bardzo dobrym oficerem i wykładowcą, nie nadającym się jeszcze na dowódcę dywizjonu. W latach 1926–1929 był kwatermistrzem Oficerskiej Szkoły Artylerii (od 9 sierpnia 1928 Szkoły Podchorążych Artylerii). 12 kwietnia 1927 został mianowany majorem ze starszeństwem z dniem 1 stycznia 1927 i 20. lokatą w korpusie oficerów artylerii. Z dniem 1 września 1929 został przeniesiony do 8 pułku artylerii ciężkiej w Toruniu na stanowisko dowódcy dywizjonu. W 1931 został przesunięty ze stanowiska dowódcy II dywizjonu na stanowisko dowódcy I dywizjonu. W lutym 1932 został przeniesiony do 4 pułku artylerii ciężkiej w Łodzi na stanowisko dowódcy II dywizjonu, detaszowanego w Tomaszowie Mazowieckim. 18 sierpnia 1937 został wyznaczony na stanowisko zastępcy dowódcy 4 pac. Na stopień podpułkownika został mianowany ze starszeństwem z dniem 19 marca 1938 i 2. lokatą w korpusie oficerów artylerii.
W kampanii wrześniowej 1939 dowodził 28 pułkiem artylerii lekkiej (stacjonującym w Zajezierzu k. Dęblina), a następnie artylerią dywizyjną 28 Dywizji Piechoty. Po kapitulacji Modlina przeszedł do konspiracji. Od marca 1940 roku był komendantem Okręgu Związku Walki Zbrojnej Poznań, a po dekonspiracji (od września 1941 roku) – komendantem Okręgu ZWZ-AK Pomorze. Aresztowany został 13 maja 1943 r. Od lata 1944 roku przebywał w obozie koncentracyjnym Stutthof. Zbiegł z obozu w czasie jego ewakuacji. Po wojnie prowadził gospodarstwo rolne pod Radomiem.
Zmarł na zawał serca we Wrocławiu, pochowany został w Radomiu.
Rudolf Ostrihansky 30 grudnia 1922 zawarł związek małżeński z Marią Walerią Gierycz (1898–1963), z którą miał czworo dzieci: Arankę Kiszynę (1924–2008), adwokata, Teresę Osiecką (1926–2014), polonistkę i bibliotekarkę, Andrzeja (1929–1993), inżyniera metalurga i Rudolfa (1929–2020), inżyniera górnika.

## Awanse
- porucznik (1.11.1918)
- kapitan (1.6.1919)[6]
- major (1.1.1927)[14]
- podpułkownik (19.3.1938)[21]
- pułkownik (1943)

## Ordery i odznaczenia
- Krzyż Złoty Orderu Wojennego Virtuti Militari nr 159
- Krzyż Srebrny Orderu Wojennego Virtuti Militari[22]
- Złoty Krzyż Zasługi – 19 marca 1937 „za zasługi w służbie wojskowej”[23]
- Medal Pamiątkowy za Wojnę 1918–1921[24]
- Medal Wojska (czterokrotnie)[24]
- Krzyż Armii Krajowej[24]
- Brązowy Medal Waleczności (Austro-Węgry)[25]